# Джек Вілшир
Джек Вілшир (англ. Jack Wilshere, нар. 1 січня 1992, Стівенидж, Англія) — англійський футбольний тренер і колишній футболіст, що грав на позиції центрального півзахисника. З липня 2022 року головний тренер клубу Арсенал з Лондона до 18 років.

## Початок шляху
Джек Ендрю Вілшир починав свій шлях в академії «Арсенала». Він виділявся серед однолітків чудовою швидкістю, філігранною технікою, поставленим ударом і відмінним пасом. Можливо Вілшир не заграв би на такому рівні, якщо б його тренером не був Арсен Венгер. В один із приїздів на гру молодіжної команди Венгер побачив прекрасну гру півзахисника і помітив його. Незабаром головний тренер «Арсенала» зрозумів, що хлопця треба переводити в першу команду.

## Клубна кар'єра
Перед сезоном 2008/09 в заявці «Арсенала» з'явився 16-річний півзахисник. Його дебют відбувся 13 вересня в матчі проти «Блекберна», Вілшир вийшов на заміну на 84 хвилині. На той момент футболістові було всього лише 16 років 256 днів. Джек став наймолодшим дебютантом «Арсенала» в Прем'єр-лізі, побивши рекорд Сеска. 23 вересня Вілшир забив свій перший гол за «Арсенал» у ворота «Шеффілд Юнайтед» (6:0) в Кубку Ліги.
Але це поява стала єдиним для Джека в Прем'єр-лізі в цьому сезоні. У той же час Вілшир добре проявив себе в Кубку Ліги, де «Арсенал» здобув переконливі перемоги над «Шеффілд Юнайтед» (6:0) і «Віганом» (3:0). У грі з «латікс» Вілшир удостоївся звання «гравець матчу». А Венгер сказав, що в майбутньому Джек може стати хорошим партнером на полі для Фабрегаса, так як вони обидва відрізняються високим потенціалом і не бояться вступати в боротьбу.
Пізніше Вілширу вдалося трохи пограти в Лізі Чемпіонів, виходячи на заміну в матчах з київським «Динамо» і «Порту».
5 січня 2009 Вілшир підписав свій перший професійний контракт з «Арсеналом». У той же час він перестав з'являтися у складі першої команди, виступаючи в основному за резерв і молодіжну команду. З останніми Вілшир досяг перемоги в молодіжному Кубку Англії, показавши чудову гру в двох фіналах проти «Ліверпуля». Легендарний гравець «Арсенала» Лайам Брейді охарактеризував Джека, як володіючого «особливим талантом», і висловив думку, що спливе трохи часу, перш ніж юний гравець стане гравцем основи.
2 липня Вілшир підписав новий довгостроковий контракт.
Під час передсезонної підготовки Вілшир знову змусив говорити про себе. В обох матчах «Кубка Еміратів», перемогу в якому здобув «Арсенал», Джек був визнаний «гравцем матчу».
У першій половині сезону 2009/10 Вілшир практично не мав можливості зіграти за першу команду. Тому 29 січня 2010 року Арсен Венгер вирішив відправити Джека в оренду до кінця сезону, щоб у молодого півзахисника було більше ігрової практики.
За «Болтон» Вілшир дебютував 9 лютого 2010 року в матчі проти «Манчестер Сіті». Гра закінчилася поразкою «скакунів» з рахунком 2:0. Вілшир провів цей матч досить активно, постійно намагаючись загострити гру. Оглядачі і вболівальники позитивно оцінили його виступ. Головний тренер «Болтона» Оуен Койл похвалив Джека, назвавши його яскравим, тямущим гравцем з великим майбутнім.
6 березня 2010 року Вілшир забив свій перший м'яч у Прем'єр-лізі. Це трапилося в матчі проти «Вест Хема». За іронією долі, в дитинстві Джек вболівав саме за «молотобійців».
Час, проведений в оренді, справив позитивний вплив на Вілшира. Влітку 2010 року він отримав свій перший виклик у дорослу збірну Англії.Крім того, травми Діабі і Ремсі дозволили Джеку насолодитися грою в основному складі свого клубу. І Вілшир своїм шансом скористався, хоча йому довелося грати незвично глибоко, діючи практично на позиції другого опорного півзахисника. У вересні він був названий вболівальниками «Арсенала» найкращим гравцем місяця.
Пізніше він забив свій перший гол в Лізі чемпіонів (19 жовтня у матчі проти «Шахтаря») і перший гол у чемпіонаті Англії за «Арсенал» (27 листопада в матчі проти «Астон Вілли»). 1 листопада 2010 Вілшир підписав новий довгостроковий контракт.Також восени 2010 року Уїлшир зайняв друге місце в номінації на найкращого молодого футболіста Європи,а в кінці сезону був визнаний найкращим молодим гравцем Англії.

## Досягнення

### Командні досягнення
- Молодіжний кубок Англії — 2009
- Молодіжний чемпіонат Англії — 2009
- Володар Кубка Англії: 2013–14, 2014–15
- Володар Суперкубка Англії: 2014, 2015, 2017

### Особисті досягнення
- Найкращий молодий футболіст Англії за версією ПФА: 2011
- Увійшов до складу символічної збірної чемпіонату Англії: 2011
- Найкращий гравець сезону в Арсеналі

## Статистика

### Клуб
(За станом на 4 травня 2011)''
| Клуб           | Сезон          | Ліга | Ліга | Ліга | Кубок Англії | Кубок Англії | Кубок Англії | Кубок Ліги | Кубок Ліги | Кубок Ліги | Єврокубки | Єврокубки | Єврокубки | Всього | Всього | Всього |
| Клуб           | Сезон          | Ігри | Голи | Паси | Ігри         | Голи         | Паси         | Ігри       | Голи       | Паси       | Ігри      | Голи      | Паси      | Ігри   | Голи   | Паси   |
| -------------- | -------------- | ---- | ---- | ---- | ------------ | ------------ | ------------ | ---------- | ---------- | ---------- | --------- | --------- | --------- | ------ | ------ | ------ |
| Арсенал        | 2008-09        | 1    | 0    | 0    | 2            | 0            | 0            | 3          | 1          | 1          | 2         | 0         | 0         | 8      | 1      | 1      |
| Арсенал        | 2009-10        | 1    | 0    | 0    | 1            | 0            | 0            | 2          | 0          | 0          | 3         | 0         | 0         | 7      | 0      | 0      |
| Болтон         | 2009-10        | 14   | 1    | 1    | 0            | 0            | 0            | 0          | 0          | 0          | 0         | 0         | 0         | 14     | 1      | 1      |
| Арсенал        | 2010-11        | 35   | 1    | 4    | 2            | 0            | 0            | 4          | 0          | 3          | 7         | 1         | 3         | 49     | 2      | 10     |
| Арсенал всього | Арсенал всього | 37   | 1    | 4    | 5            | 0            | 0            | 9          | 1          | 4          | 12        | 1         | 3         | 64     | 3      | 11     |
| Кар'єра        | Кар'єра        | 51   | 2    | 5    | 5            | 0            | 0            | 9          | 1          | 4          | 12        | 1         | 3         | 78     | 4      | 12     |

### Матчі і голи Вілшира за збірну Англії
| № | Дата            | Опонент  | Рахунок | голи Вілшира | Змагання                 |
| 1 | 11 серпня 2010  | Угорщина | 2 : 1   | -            | Товариський матч         |
| 2 | 9 лютого 2011   | Данія    | 2 : 1   | -            | Товариський матч         |
| 3 | 26 березня 2011 | Уельс    | 2 : 0   | -            | Відбіркові матчі ЧЄ-2012 |
| 4 | 29 березня 2011 | Гана     | 1 : 1   | -            | Товариський матч         |

Всього: 4 матчі / 0 голів; 3 перемоги, 1 нічия, 0 поразок.
(Станом на 30 березня 2011)